# WaterAid
WaterAid [ˈwɒːtəɹeɪd] ist eine internationale gemeinnützige Gesellschaft, die sich weltweit für die Versorgung mit sauberem Trinkwasser und entsprechenden Sanitäreinrichtungen als erste Maßnahme gegen Armut einsetzt. Gegründet wurde WaterAid am 21. Juli 1981 durch Unternehmen und Mitarbeiter des Wassersektors in Großbritannien. Ihren Hauptsitz hat die Gesellschaft in London.
Zurzeit ist WaterAid in 28 Ländern Afrikas, Asiens und Ozeaniens tätig, um die dortige Wasserversorgung und sanitäre Situation nachhaltig zu verbessern. Darüber hinaus fordert die Organisation Regierungen auf, in ihren Programmen zur Armutsbekämpfung die Versorgung mit sauberem Trinkwasser und den Bau sanitärer Einrichtungen in besonderem Maße zu fördern (Lobbyarbeit).

## Finanzen
Im Geschäftsjahr 2006/07 verzeichnete die Organisation Zuwendungen in Höhe von 31 Millionen Britischen Pfund. Im Geschäftsjahr 2018/2019 betrug die Höhe der Zuwendungen weltweit 113 Millionen Pfund.

## Geschichte
1981 trafen sich Vertreter der britischen Wasserwirtschaft auf der Thirsty Third World Conference. Am 21. Juli 1981 wurde WaterAid in Großbritannien gegründet. Die ersten Projekte wurden in Sambia und in Sri Lanka gestartet. In den Jahren 1985 bis 1988 arbeiteten bereits zehn Länder mit WaterAid zusammen. Damit konnte nach eigenen Angaben der Organisation ca. 350.000 Menschen geholfen werden.
1993 begann WaterAid das 1000. Hilfsprojekt, im selben Jahr konnten allein in Äthiopien weitere 50.000 Menschen versorgt werden. 1994 veröffentlichte WaterAid den ersten Advocacy-Bericht über kommende Gesundheitskrisen in Slums. Bis 1999 konnte nach Angaben der Organisation sechs Millionen Menschen geholfen werden.
2003 konnte WaterAid seine Reichweite auf 15 Länder ausbauen. 2009 wurde WaterAid Schweden gegründet. Bis dahin konnten 13,4 Millionen Menschen mit sauberem Wasser und 8,1 Millionen mit anständigen Toiletten versorgt werden.
2010 wurde WaterAid International gegründet, um die Zusammenarbeit der Ländermitglieder und Programme innerhalb des WaterAid-Verbandes effektiv und effizient zu gestalten. 2013 wurde WaterAid Japan gegründet. WaterAid India trat 2016 WaterAid bei.
Bisher konnte WaterAid 27 Millionen Menschen mit sauberem Wasser und vernünftigen Toiletten und 20 Millionen Menschen mit einer guten Hygiene versorgen.
[veraltet]